# David Baltimore
Pour les articles homonymes, voir Baltimore (homonymie).
David Baltimore (né le 7 mars 1938 à New York) est un biologiste américain qui a obtenu le Prix Nobel de physiologie ou médecine en 1975 pour ses travaux ayant mené à la découverte de la transcriptase inverse, une enzyme essentielle chez les rétrovirus comme le virus de l'immunodéficience humaine (VIH).

## Biographie
Il obtient en 1960 sa licence au Swarthmore College et son doctorat en 1964 à l'université Rockefeller. Il est nommé professeur associé de microbiologie au Massachusetts Institute of Technology en 1968.
En 1970, il contribue à la découverte du mode d'action des rétrovirus, dont le VIH, responsable du sida découvert ultérieurement, fait partie.
C'est durant ses travaux au MIT qu'il reçoit en 1975 le Prix Nobel de physiologie ou médecine pour sa découverte de la transcriptase inverse qui rétrotranscrit l'ARN viral en ADN. 
Il est l'auteur de la classification Baltimore, qui classe les virus selon certaines caractéristiques de leur génome.

## Controverses
En 1986, il co-signe, avec d’autres biologistes, dont Thereza Imanishi-Kari, un article paru dans la revue Cell. La contribution scientifique était considérée comme significative, du fait de résultats remettant en cause le fonctionnement du système immunitaire. Margaret O’Toole, une chercheuse du laboratoire, ne parvient pas à reproduire les résultats et dénonce des erreurs. Une commission d'enquête composée d’universitaires externes et internes reconnaît  alors la présence d’erreurs mineures, mais sans conséquence pour l’ensemble de l’article. Margaret O’Toole maintient ses accusations et soumet le cas au député démocrate du Michigan, John Dingell. Défenseur de la bonne gestion des fonds publics, il organise des auditions publiques pour alerter sur la fraude scientifique dans les programmes subventionnés.
L'affaire fut largement médiatisée, présentant Margaret O’Toole comme une partisane défendant l’intégrité scientifique. David Baltimore prit publiquement la défense de sa collègue Thereza Imanishi-Kari et invita John Dingell à rester en dehors d’un domaine qu’il ne maîtrise pas, déclarant « Les halls du Congrès ne sont pas le lieu pour déterminer le vrai et le faux en science », et déplora que « Ce qui se passe est source de problèmes pour la communication scientifique et pour sa liberté ». Pour mener l’enquête, John Dingell fit appel à des agents des services secrets, chargés d’analyser les carnets de laboratoire de Thereza Imanishi-Kari. Un premier jury la blanchit de tout soupçon. Dans un même temps, sous la pression du comité Dingell, une autorité, nommé  l’OSI (Office of Scientific Integrity), est créée pour veiller à l'autorégulation et l'intégrité scientifique. L'organisme mena une enquête et aboutira  à un avis contradictoire en reconnaissant Thereza Imanishi-Kari coupable d’inconduite en 1991, puis à nouveau en 1994. David Baltimore est contraint de démissionner de son poste de président de l’Université Rockfeller de New York. En 1996, à la suite d'une procédure d’appel et d'un changement de majorité politique, Thereza Imanishi-Kari fut blanchie de toute accusation. Dans un rapport détaillé sur 200 pages, les décisions du comité innocentent totalement la chercheuse et déclarent que les prétendues preuves de fraude sont « sans pertinence, sans cohérence interne ; elles manquent de fiabilité ou sont fondées sur des affirmations non prouvées et des coïncidences non significatives ». La réputation de David Baltimore est rétablie,. Cette affaire est citée en exemple par le New-York Times qui qualifie la gestion de l'OSI comme un "fiasco"  qui a pénalisé des carrières universitaires durant une enquête qui a duré dix ans.

## Distinctions

### Prix Nobel de physiologie ou médecine
David Baltimore obtient de nombreux prix, dont le Prix Nobel de physiologie ou médecine en 1975. Reçu conjointement avec  Howard M. Temin et Renato Dulbecco, les travaux de recherche visent l'exploration des interactions entre les virus oncogènes et le matériel génétique des cellules pour une meilleure compréhension du rôle des virus dans le développement du cancer.

### Prix
- 1970 : Prix Gustave Stern en Virologie[7]
- 1971 : Prix Warren Triennal[7]
- 1974 : Prix Gairdner[8]
- 1974 : Prix de la National Academy of Science en biologie moléculaire (en)[9]
- 1975 : Prix Nobel de physiologie ou médecine avec Renato Dulbecco et Howard Temin
- 1997 : Médaille Hans Adolf Krebs (en)
- 1999 : National Medal of Science[10]
- 2000 : Prix Alpert de la Warren Alpert Foundation[11]
- 2002 : Prix de l'accomplissement scientifique de l'AMA (en)
- 2021 ! Prix spécial Albert-Lasker[12].

### Sociétés savantes
- 1974 : Membre de la National Academy of Sciences
- 1974 : Membre de l'Académie américaine des arts et des sciences[13]
- 1978 : Membre de l'Académie pontificale des sciences, nommé le 17 avril 1978[7]
- 1980 : Président du Conseil d'administration de l'Association américaine pour l'avancement des sciences
- 1983 : Membre de l'Organisation européenne de biologie moléculaire[14]
- 1985 : Membre d'honneur de l'American Medical Writers Association (en) [7]
- 1988 : Membre d'honneur de l'Académie nationale de médecine des États-Unis[7]
- 1987 : Membre étranger de la Royal Society[15]
- 1991 : Membre d'honneur de la Japanese Biochemical Society (ja)
- 1992 : Fellow de l'American Academy of Microbiology
- 2000 : Associé étranger de l'Académie des sciences, élu le 3 avril 2000[16]

### Honneurs
- Doctorat honoris causa de l'Université de Buenos Aires
- 2005 : Doctorat honoris causa de l'Université Harvard[17]

- L'astéroïde (73079) Davidbaltimore est nommé en son honneur.

## Vie privée
David Baltimore est marié à Alice S. Huang, biologiste spécialisée en microbiologie et virologie.